# Forchheim (Kaiserstuhl)
Pour les articles homonymes, voir Forchheim (homonymie).
Forchheim est une commune de Bade-Wurtemberg (Allemagne), située dans l'arrondissement d'Emmendingen, dans le district de Fribourg-en-Brisgau.